# Rhinosimus splendens
Rhinosimus splendens es una especie de coleóptero de la familia Salpingidae.

## Distribución geográfica
Habita en Madagascar.